# Бережки (городской округ Подольск)
Бережки (Похвальное) — деревня в городском округе Подольск Московской области России.
До 2015 года входила в состав сельского поселения Лаговское Подольского района; до середины 2000-х — в Лаговский сельский округ. С 1 ноября 2002 года, согласно Постановлению Губернатора МО от 04.04.2002 № 76-ПГ, в состав деревни включён посёлок отделения совхоза «Бережки».

## Население
Согласно Всероссийской переписи, в 2002 году в деревне проживало 103 человека (49 мужчин и 54 женщины). По данным на 2005 год в деревне проживало 119 человек.

## Расположение
Деревня Бережки расположена у Симферопольского шоссе примерно в 7 км к югу от центра города Подольска. Рядом с деревней находится исток реки Конопелька. На этой реке в деревне устроено несколько прудов. Вплотную к деревне Бережки находится деревня Коледино.

## История
Название  Бережки деревня получила по расположению по обеим берегам речки Конопельки. В первой половине XVII века деревня находилась во владениях боярина Василия Петровича Морозова, там было 4 крестьянских двора. В 1687 году деревня принадлежала князю Василию Васильевичу Голицыну на правах вотчины и в дальнейшем его наследникам. Во второй половине XVIII века усадьбой владел губернский секретарь П.Н. Калинин, а в середине XIX века губернский секретарь А.М. Поливанов и его наследники. В 1911 году - Н.С. Андре. Сохранился регулярный парк с прудом. Усадебные здания утрачены.
В 1704 году в Бережках была построена деревянная церковь Похвалы Богородицы и деревня стала разрастаться. В 1850 году в селе Бережки было 15 крестьянских дворов и 220 жителей. По данным 1865 года в Бережках было 25 дворов с 226 жителями.
В советское время церковь была снесена. В 1999 году на её месте был установлен крест. Вблизи деревни находятся 6 предприятий. Деревня электрифицирована и газифицирована. В деревне останавливается автобус № 44, который следует до Подольска и Климовска.

## Улицы
В деревне Бережки расположены следующие улицы и территории:
- Александровская улица
- Территория ЖСТИЗ Бережки
- Круглая улица
- Лесная улица
- Майская улица
- Озёрная улица
- Привольная улица
- Промышленная улица
- Территория СНТ Бережки
- Территория СНТ Монтажник
- Территория СНТ Надежда-ПК
- Территория СНТ Роса
- Территория СТ Монтажник
- Территория СТ Надежда
- Территория СТ свх Подольский
- Северная улица
- Сиреневая улица
- Центральная улица
- Улица с/т Березки-7